# Erämaan Viimeinen
Singles de Nightwish
Amaranth
(2007) Bye Bye Beautiful
(2008)
Erämaan Viimeinen est un single extrait de l'album Dark Passion Play du groupe de metal symphonique finlandais Nightwish. Il est sorti le 5 décembre 2007 uniquement en Finlande et a été interprété en finnois par la chanteuse du groupe Indica. Le single a été annoncé moins de 15 jours avant sa sortie.
Le single reprend la mélodie de Last of the Wilds, onzième titre de l'album Dark Passion Play.